# Manojlica
Manojlica (cyr. Манојлица) – wieś w Serbii, w okręgu niszawskim, w gminie Svrljig. W 2011 roku liczyła 166 mieszkańców.